# 1824 no Brasil
Esta é uma cronologia dos principais fatos ocorridos no ano de 1824 no Brasil.

## Incumbente
- Imperador – D. Pedro I (1822–1831)

## Eventos
- 8 de março - A Província Cisplatina adere à independência brasileira, e com isso, chega ao fim o Cerco de Montevidéu (1823–1824), último reduto da resistência portuguesa à independência do Brasil em território brasileiro, dando assim por encerrada, de forma técnica, a Guerra da Independência do Brasil.
- 25 de março - Outorgada a primeira Constituição do Brasil.
- 3 de Maio - Chegam em Nova Friburgo, RJ os primeiros colonos alemães.[1]
- 18 de Julho - Desembarcam em Porto Alegre os primeiros 39 colonos alemães do Rio Grande do Sul.[2][3]
- 25 de Julho - Instalam-se às margens do Rio dos Sinos, na Feitoria, hoje São Leopoldo.[2]
- 16 de setembro - Frei Caneca se esconde no município de Abreu e Lima (Povoado de maricota), derrotado na Confederação do Equador